# Championnat de Tunisie masculin de handball 2001-2002
Navigation
Saison précédente 2000-2001 Saison suivante 2002-2003
La saison 2001-2002 du championnat de Tunisie masculin de handball est la 47e édition de la compétition. Elle est disputée en deux phases : la première en deux poules en vue de classer les clubs et une seconde en play-off et play-out. L’Étoile sportive du Sahel est déclaré vainqueur du championnat à l’issue d’une compétition serrée où l’Espérance sportive de Tunis a été un rude concurrent. Les deux équipes ayant terminé à égalité, on doit les départager par les confrontations directes mais chacune d’elles gagne un match par le même score (27-26). C’est le goal-différence qui avantage l’Étoile sportive du Sahel. Pour sa part, l’Espérance sportive de Tunis se console par la coupe de Tunisie. En bas du tableau, deux anciens grands clubs quittent l’élite : la Zitouna Sports et le Stade tunisien.

## Clubs participants
| - Association sportive d'Hammamet - Club africain - El Baath sportif de Béni Khiar - El Makarem de Mahdia - Espérance sportive de Tunis - Étoile sportive du Sahel | - Jendouba Sports - Stade sportif midien - Stade tunisien - Union sportive sayadie - Union sportive témimienne - Zitouna Sports |

## Compétition
Le barème de points servant à établir le classement se décompose ainsi :
- Victoire : 3 points
- Match nul : 2 points
- Défaite : 1 point
- Forfait et match perdu par pénalité : 0 point

### Première phase
Le premier de chaque poule bénéficie de deux points de bonus, le deuxième d’un point en vue du play-off, alors que le quatrième et le cinquième bénéficient respectivement de deux et un points en vue du play-out.
- Poule A